# Adolf Schmitt (Landschaftsarchitekt)
Heinz Adolf Schmitt (* 9. Mai 1923 in Erfurt; † 28. März 2014 in Köln) war ein deutscher Landschaftsarchitekt.

## Leben

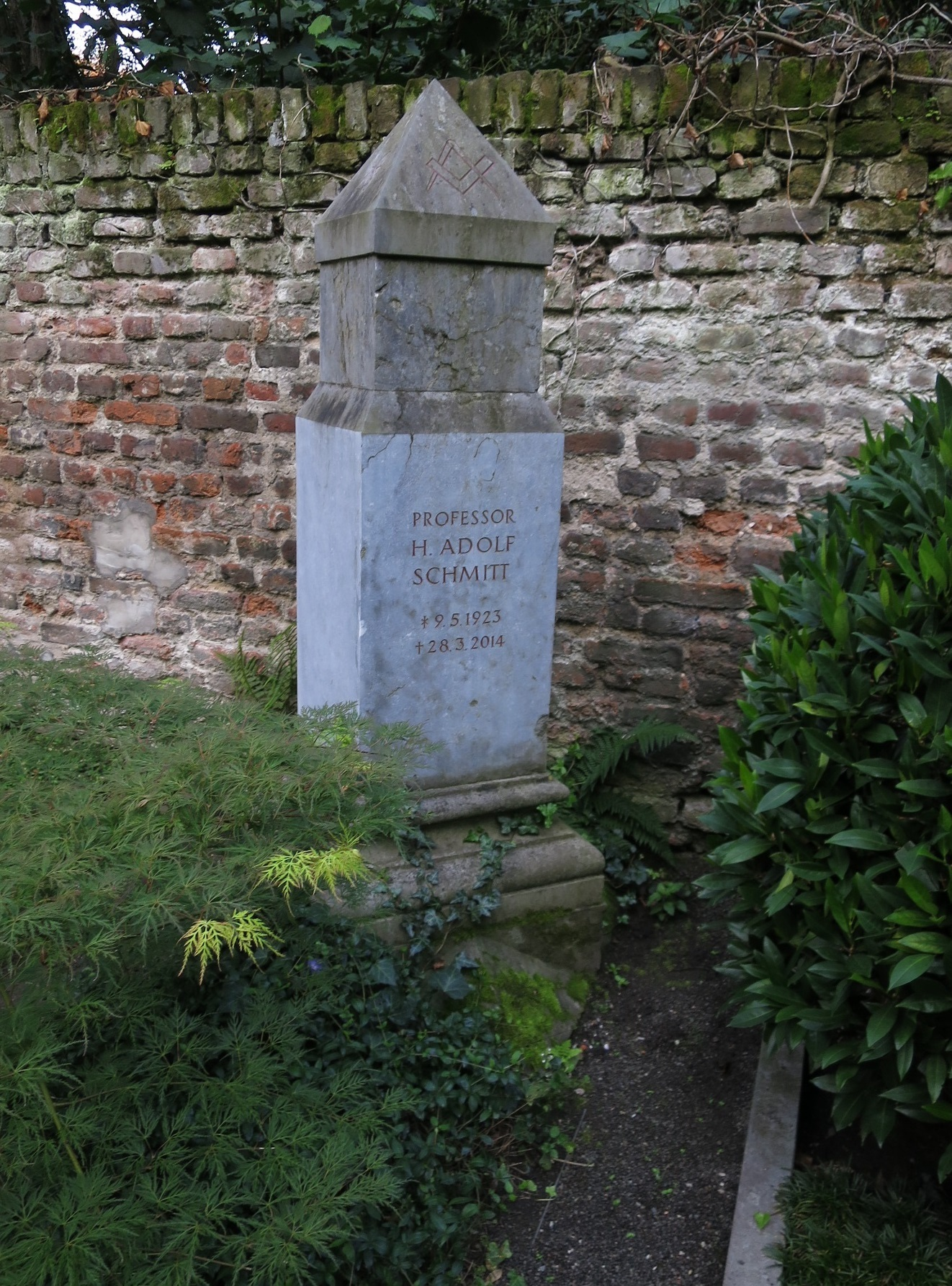
Grab auf Friedhof Melaten

Nach Kriegseinsatz und zweijähriger Gefangenschaft machte der als Sohn eines Gartenarchitekten geborene Schmitt eine verkürzte Lehre im Gartenbau 1948/49.
Nach dem anschließenden Studium der Garten- und Landschaftsgestaltung in Weihenstephan war er seit 1953 als freischaffender Gartenarchitekt in Köln tätig. 1973 wurde er auf die Professur für Technischen Garten- und Landschaftsbau an die TFH Berlin berufen. Ab 1987 war er Professor für Freiraum- und Grünplanung an der RWTH Aachen.
1959 wurde er Vorsitzender der Landesgruppe Nordrhein-Westfalen des Bundes Deutscher Gartenarchitekten BDGA. Schmitt war 1964 einer der Mitbegründer und erster Sprecher des CEGAP, des Komitees der Europäischen Garten- und Landschaftsarchitekten, dem Vorläufer der heutigen IFLA-Europe. In Nachfolge von Richard Schreiner war er von 1967 bis 1973 Präsident des Bundes Deutscher Gartenarchitekten BDGA und von 1977 bis 1983 in Nachfolge von Dieter Strube Präsident der Nachfolgeorganisation Bundes Deutscher Landschaftsarchitekten BDLA.
Seine Grabstätte befindet sich auf dem Kölner Friedhof Melaten (Lit. J).

## Ehrungen
- Bundesverdienstkreuz 1. Klasse des Verdienstordens der Bundesrepublik Deutschland (1973)[3]
- Hans-Bickel-Preis des Verbandes Weihenstephaner Ingenieure (1973)
- Ehrenpräsident des Bundes Deutscher Landschaftsarchitekten (1983)